# Ramiro Mendoza Zúñiga
Ramiro Mendoza Zúñiga (29 de julio de 1959) es abogado y académico chileno, que desde el 10 de abril de 2007 hasta el 10 de abril de 2015 se desempeñó como contralor general de la República de Chile.

## Estudios
Su escolaridad la realizó en el colegio Gabriela Mistral de la comuna de San Miguel y, posteriormente, en el Instituto Nacional. Obtuvo el grado de Licenciado de Ciencias Jurídicas y Sociales en la Universidad de Chile, donde se licenció con distinción unánime, titulándose de abogado en 1988.
Fue distinguido como doctor honoris causa por la Universidad SEK Chile en el 2010.

## Carrera profesional
Antes de ser nombrado como contralor General de la República, Mendoza se desempeñó como abogado en el estudio jurídico Mendoza, Reyes, Aróstica & Zavala y posteriormente, estuvo a cargo del Área de Derecho Público del estudio jurídico Philippi, Yrarrázaval, Pulido & Brunner (actual Philippi, Prietocarrizosa & Uría) como socio de la firma.
Actualmente, es árbitro del Centro de Arbitraje y Mediación de la Cámara de Comercio de Santiago, consejero del Colegio de Abogados de Chile (el cual presidió entre enero de 2022 y enero de 2024) y juez árbitro para la Corte de Apelaciones de Santiago. Asimismo, desde febrero de 2016, es socio del estudio jurídico MOMAG abogados SPA.

## Carrera académica
Posee una vasta trayectoria académica en diversas casas de estudios superiores siendo profesor de la cátedra de Derecho Administrativo en la Universidad de Chile (hasta 1997), Católica de Chile, Católica del Norte, Central, Gabriela Mistral, Finis Terrae y de Los Andes de Chile.
Además, ha impartido cursos de postgrado como profesor visitante en la Universidad de Concepción y se ha desempeñado como docente en diversas universidades extranjeras (Universidad Mayor de San Simón, Cochabamba, y UPSA, Santa Cruz de la Sierra (ambas de Bolivia), y en la Universidad Austral de Buenos Aires (Argentina). Asimismo, ha sido profesor en el Magíster de la Universidad del Desarrollo (sede Concepción), siendo miembro del Comité Académico de dicho postgrado. Además, ha impartido clases en el Máster en Derecho Constitucional e Instituciones Públicas, de la Universidad Diego Portales (2003-2004); en el Magíster en Derecho de la Empresa, de la Universidad de Los Andes (2004); y en el Diplomado “Derecho y Regulación”, de la Universidad Andrés Bello (2004). En mayo de 2005, formó parte del cuerpo docente del Magíster del Derecho de la Empresa, de la Universidad del Desarrollo (sede Santiago). Desde ese año ha sido profesor del Diplomado en Derecho Administrativo Económico y del Magíster del Derecho de la Empresa, de la Universidad Católica de Chile. Es también profesor, desde el año 2005, del Magíster en Derecho de la Empresa, de la Universidad Adolfo Ibáñez. Desde 1992 es académico del Programa de Magíster en Derecho Público, de la Universidad Católica de Chile, donde imparte la cátedra “Dominio Público y Expropiación en el Derecho Nacional”.
Entre mayo de 2015 y junio de 2020, se desempeñó como Decano de la Facultad de Derecho de la Universidad Adolfo Ibáñez.

## Contralor de la República

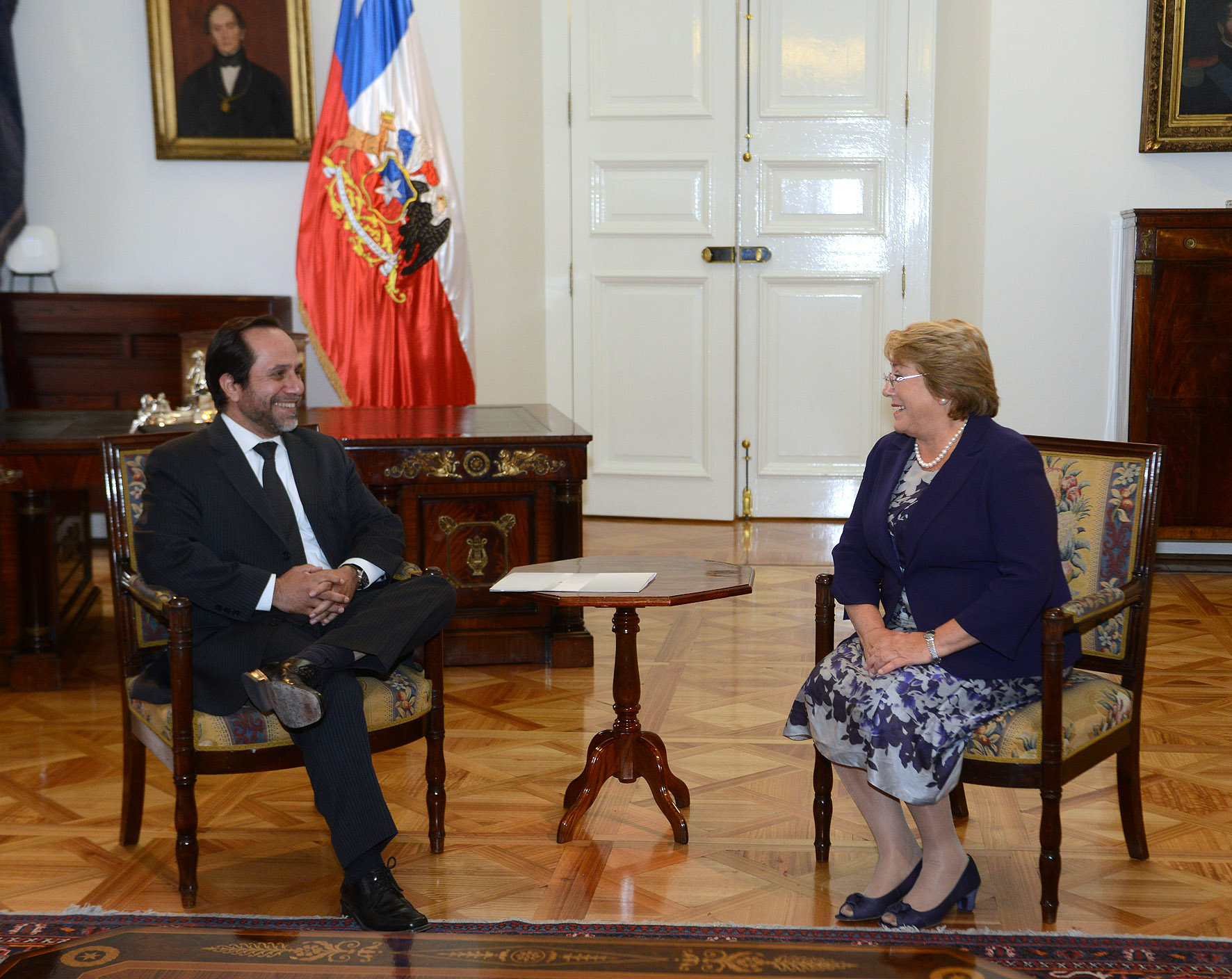
Ramiro Mendoza y la presidenta Michelle Bachelet en 2014.

Mendoza asumió como contralor general de la República el 10 de abril de 2007, tras ser nombrado por la presidenta de la República Michelle Bachelet, y ratificado por el Senado, el 4 de abril del mismo año.
El 17 de enero de 2015 el contralor sufrió un accidente en su motocicleta al ser colisionado por un vehículo en la comuna de Providencia. Mendoza fue trasladado a la Clínica Alemana de Santiago, donde se le constató una  fractura a la columna. En marzo de 2015 retomó sus funciones.